# Peter van den Braken
Petrus Anthonius (Peter) van den Braken  (Eindhoven, 25 september 1896 - aldaar, 11 januari 1979) was een Nederlandse kunstenaar, impressionistische colorist uit Noord-Brabantdie werkte als schilder, pastellist, aquarellist, en medailleur. Hij is vooral bekend door zijn landschappen "zeer driftig en met kracht op het doek gezet".

## Levensloop
Van den Braken werd geboren in 1896 in Eindhoven als zoon van Poulus Catharina (Pauw) van den Braken en Maria Elisabeth Cecilia van Bakel. Hij was de jeugdvriend van Antoon Coolen, die bekend werd als romanschrijver. Van den Braken was een bewonderaar van Vincent van Gogh. In het schildersdorp Heeze kreeg hij onderricht van de schilder Jan Kruysen en had contact met zijn zoon Anton Kruysen. Veel van de technieken van het schilderen heeft hij echter zichzelf bijgebracht.
Van den Braken heeft op vele plaatsen gewoond en hij heeft ook veel gereisd. Reeds op twaalfjarige leeftijd besloot hij Brabant te verlaten om met zijn schildersbenodigdheden de wereld rond te trekken. Hij werkte in zijn jonge jaren onder andere in Eindhoven, Brussel, Kortenhoef, Parijs, Londen en Rome. Later in zijn leven werkte hij enige tijd in Noord-Amerika in Montreal en Toronto in Canada, Palm Beach in Florida en in Mexico City. Terug in Nederland werkte hij in Amsterdam, Den Haag, en Eindhoven en ten slotte in Sterksel.
Hij schilderde vooral landschappen (dorpsgezichten, stadsgezichten en havengezichten) en stillevens, waarbij hij uitging van zijn geheugen en van schetsen. Ook in het buitenland maakte hij veel schilderijen die het authentieke Noord-Brabantse landschap weergaven.
Naar hem is het Peter van den Brakencentrum te Sterksel genoemd, waar werken van hem en van aan hem verwante tijdgenoten worden tentoongesteld. Dit centrum werd in 2020 gesloten omdat het door de coronamaatregelen failliet is gegaan.

### Persoonlijk
In 1947 trouwde Van den Braken met de Nederlands klaveciniste Janny van Wering, maar het jaar erop werd het huwelijk al weer ontbonden. Volgens Wirth was de "volle agenda van de een en het vrijbuiters-leven van de ander (...) niet te combineren".

## Werk

### Vroege jaren
Nadat Van den Braken op jonge leeftijd had besloten voor de kunst te gaan, ging hij aan de slag als huisschilder en kerkschilder. In het jaar 1918-19 werkte hij in Katwijk aan Zee. Hij brak door met zijn schilderkunst met een expositie van zijn werk in Scheveningen in 1922, die door bekende kunstcritici lovende werd besproken.
In zijn vroege jaren was Van den Braken ook actief als schrijver en illustrator. Zo schreef hij in 1923 een publicatie over de expositie van de Nederlands kunstschilder en fotograaf Henri Berssenbrugge in de Kunstzaal Kleykamp in Den Haag. Hij was vol lof over dit werk, dat hij aanprees met de woorden: 
"Berssenbrugge! Niet hij "in dienst" der machine, maar zij in dienst van hem! Niet hij onderhevig aan de maten, krachten en het scherpte-oog van het toestel: de lens! Bewust, alles als middel weten; de machine, noodzaak; elke nieuwe mogelijkheid een weg, naar de vergeestelijking der dingen; ombeelding, verrijking van het geziene dus, als doel."
In dezelfde expositieruimte, de Kunstzaal Kleykamp, hield Van den Braken in 1934 een solo-expositie met schilderijen. In 1929 leverde Van den Braken de illustraties van de roman Het donkere licht, van zijn jeugdvriend Antoon Coolen.

### Latere jaren, en verder
Aan het eind van de Tweede Wereldoorlog woonde en werkte Van den Braken in het Noord-Hollandse Kortenhoef in de Gemeente Wijdemeren, net buiten Het Gooi. Hij zocht aansluiting bij de Vereniging van Beeldende Kunstenaars de Brug, en nam rond die tijd met hen deel in enige exposities in het Stedelijk Museum Amsterdam.
Ter gelegenheid van zijn twintigste sterfjaar werd er in voorjaar 1999 een overzichtsexpositie gehouden in Museum Kempenland in samenwerking met het Peter van den Braken Centrum Sterksel, getiteld Peter van den Braken 1896-1979 : rasschilder & globetrotter.  Hierbij werd een gelijknamige boek uitgegeven geschreven door Peter Thoben.

## Exposities
Soloexposities
- 1934 : Schilderijen in NV Koninklijke Kunstzaal Kleykamp, Den Haag.[4]
- 1940 : Peter van de Braken in Kunstkring Tilburg.[4]

Groepsexposities, een selectie
- 1936 : Expositie Hedendaagsche Nederlandsche Kunst = Contemporary Dutch Art in Van Abbemuseum te Eindhoven.[4]
- 1939 : Expositie Noord-Brabantse schilder- en beeldhouwkunst in Van Abbemuseum te Eindhoven.[4]
- 1942 : Expositie De Brug in Stedelijk Museum Amsterdam.[4]
- 1948 : Expositie Amsterdamse schilders van nu in Stedelijk Museum Amsterdam.[4]

## Publicaties
- Peter van den Braken, Tentoonstelling portretten, landschappen en grafische foto's door Berssenbrugge, Den Haag (Kon. Kunstzaal Kleykamp) 1923.
- Antoon Coolen, en Peter van den Braken (illustrator). Het donkere licht. Rotterdam : Nijgh & Van Ditmar N.V., 1e druk: 1929
- Tentoonstelling van schilderijen door Peter van den Braken (Kortenhoef) Kunsthandel Plaats, 1946.
- L.H. Stronkhorst (red.). Kerst vertelboek : nieuwe kerstverhalen voor jonge en oudere kinderen, samengesteld door L.H. Stronkhorst ; geïllustreerd door Corina ; [vertellingen van M. Apperloo ... et al. ; gedichten van Peter van den Braken ... et al.], Meppel : A. Roelofs van Goor, 1949.
- Peter Thoben. Peter van den Braken 1896-1979 : rasschilder & globetrotter. Eindhoven : Museum Kempenland, 1999.